# Antoniewo (Grande-Pologne)
Pour les articles homonymes, voir Antoniewo.
Antoniewo (prononciation : [antɔˈɲevɔ]) est un  village polonais de la gmina de Lubasz dans le powiat de Czarnków-Trzcianka de la voïvodie de Grande-Pologne dans le centre-ouest de la Pologne.
Il se situe à environ 5 km à l'ouest de Lubasz (siège de la gmina), 11 km au sud-ouest de Czarnków (siège du powiat), et à 58 km au nord-ouest de Poznań (capitale de la Grande-Pologne).

## Histoire
De 1975 à 1998, le village faisait partie du territoire de la voïvodie de Piła.

Depuis 1999, Antoniewo est situé dans la voïvodie de Grande-Pologne.
Le village possède une population de 150 habitants en 2009.